# Fulwood (South Yorkshire)
Fulwood – dzielnica w Sheffield, w Anglii, w South Yorkshire, w dystrykcie metropolitalnym Sheffield. W 2011 dzielnica liczyła 18 233 mieszkańców.